# Пливање на Летњим олимпијским играма 2012 — 10 километара маратон за жене
Пливачка маратонска трка на 10 километара за жене на Летњим олимпијским играма 2012. у Лондону одржана је 9. августаа на језеру Серпентајн у Хајд парку. У трци је учествовало 25 пливачица из исто толико земаља. Пласман на игре у овој дисциплини обезбедило је 10 најбољих такмичара са светског првенства 2011, а придружило им се 9 такмичара са олимпијских светских квалификација (јун 2012) и 5 победника континенталних квалификација, док је једно место резервисано за домаћег представника.
Златну медаљу освојила је Мађарица Ева Риштов испливавши стазу за свега 0,4 секунде брже од другопласиране Хејли Андерсон из САД. Бронзу је освојила Мартина Грималди из Италије.

## Освајачи медаља
|            | Резултат  |                | Резултат  |                  | Резултат  |
|            |           |                |           |                  |           |
| Ева Риштов | 1:57:38,2 | Хејли Андерсон | 1:57:38,6 | Мартина Грималди | 1:57:41,8 |

## Резултати
| Плас.                            | Пливач                    | НОК                    | Резултат       | Заостатак за водећом | Нап.           |
| -------------------------------- | ------------------------- | ---------------------- | -------------- | -------------------- | -------------- |
| align="left" \| Ева Риштов       | Мађарска                  | 1:57:38,2              | ---            |                      |                |
| align="left" \| Хејли Андерсон   | Сједињене Америчке Државе | 1:57:38,6              | +0,4           | Опомена              |                |
| align="left" \| Мартина Грималди | Италија                   | 1:57:41,8              | +3,6           |                      |                |
| 4.                               | Кери Ен Пејн              | Уједињено Краљевство   | 1:57:42,2      | +4,0                 |                |
| 5.                               | Ангела Маурер             | Немачка                | 1:57:52,8      | +14,6                | Опомена        |
| 6.                               | Офели Аспорд              | Француска              | 1:58:43,1      | +1:04,9              |                |
| 7.                               | Олга Бережњева            | Украјина               | 1:58:44,4      | +1:06,2              |                |
| 8.                               | Ерика Виљаесија Гарсија   | Шпанија                | 1:58:49,5      | +1:11,3              |                |
| 9.                               | Јана Печанова             | Чешка                  | 1:58:52,8      | +1:14,6              |                |
| 10.                              | Ана Гусева                | Русија                 | 1:58:53,0      | +1:14,8              |                |
| 11.                              | Мелиса Горман             | Аустралија             | 1:58:53,1      | +1:14,9              | Опомена        |
| 12.                              | Карла Шитић               | Хрватска               | 1:58:54,7      | +1:16,5              |                |
| 13.                              | Јуми Кида                 | Јапан                  | 1:58:59,1      | +1:20,9              | Опомена        |
| 14.                              | Јанел Пинто               | Венецуела              | 1:59:05,8      | +1:27,6              |                |
| 15.                              | Наталија Чарлос           | Пољска                 | 1:59:58,7      | +2:20,5              | Опомена        |
| 16.                              | Хајди Џан                 | Малезија               | 2:00:45,0      | +3:06,8              |                |
| 17.                              | Сесилија Бјађоли          | Аргентина              | 2:01:02,2      | +3:24,0              |                |
| 18.                              | Софија Балаж              | Канада                 | 2:01:17,8      | +3:39,6              |                |
| 19.                              | Сван Оберсон              | Швајцарска             | 2:01:38,0      | +3:59,8              |                |
| 20.                              | Танг Вин Јинг             | Хонгконг               | 2:02:33,4      | +4:55,2              |                |
| 21.                              | Лизет Руеда               | Мексико                | 2:02:46,1      | +5:07,9              |                |
| 22.                              | Маријана Лимперта         | Грчка                  | 2:04:26,5      | +6:48,3              |                |
| –                                | Полијана Окимото          | Бразил                 | Није завршила  | Није завршила        | Није завршила  |
| –                                | Џесика Ру                 | Јужноафричка Република | Није завршила  | Није завршила        | Није завршила  |
| –                                | Фанг Јенћао               | Кина                   | Није наступила | Није наступила       | Није наступила |